# رایانه شناختی
رایانه شناختی ترکیبی از هوش‌مصنوعی و الگوریتم‌های ماشین است که برای پیروی از کارهای انسان ساخته شده است. این روش به طور کلی یک رویکرد مهندسی معکوس را اتخاذ می‌کند. مثالی از یک رایانه شناختی با استفاده از شبکه‌های عصبی و یادگیری عمیق توسط ماشین واتسون کمپانی IBM تامین می‌شود. توسعه بعدی IBM، معماری میکرو تراشه TrueNorth است که برای نزدیک‌تر شدن به ساختار مغز انسان از معماری فون نیومن استفاده می‌شود که در رایانه‌های متعارف مورد استفاده قرار می‌گیرد.

## SpiNNaker
(معماری شبکه عصبی Spiking) یک معماری شدیداً موازی (رایانش) و پردازنده‌های بیش هسته‌ای سوپر کامپیوتر است که توسط گروه تحقیقاتی پیشرفته فناوری های پردازنده در گروه علوم کامپیوتر ، دانشگاه منچستر طراحی شده است.